# سد دجلة
سد دجلة (بالتركية: Dicle Barajı) هو سد يقع في جنوب شرق تركيا على نهر دجلة. يقع في محافظة ديار بكر ويبعد 50 كلم عن مركز المدينة ديار بكر. بدأ العمل عليه في سنة 1986 واكتمل عمله في سنة 1997. يبلغ مساحته 800 متر مربع، ويولد هذا السد الطاقة الكهربائية ويروي حوالي 128 هكتار في مناطق إيجيل. ويزود مدينة ديار بكر بالمياه بنسبة 85%.